# Subaru SVX
Subaru SVX je vůz od stejnojmenné automobilky Subaru (resp. Fuji Heavy Industries), který se prodával v letech 1991 - 1997 a bylo ho vyrobeno přibližně 25 000 kusů.
Sportovní kupé určené především pro americký trh aspirovalo získat pro Subaru místo mezi sportovními luxusními vozy. Design SVX vytvořil Giorgio Giugiaro z firmy Italdesign , bylo osazeno jediným typem plochého motoru „boxer“ s rozvodem DOHC o objemu 3319 cm³, o výkonu 169 kW. Kroutící moment motoru byl 312 Nm, vozy se vždy dodávaly se čtyřstupňovou automatickou převodovkou.